# María Corina Machado
María Corina Machado Parisca (Caracas, 7 de octubre de 1967) es una política, ingeniera industrial y profesora venezolana, fundadora y coordinadora nacional del movimiento político Vente Venezuela, cofundadora de la asociación civil venezolana Súmate e integrante, junto con Antonio Ledezma y Diego Arria, de la plataforma ciudadana Soy Venezuela.
Fue elegida diputada de la Asamblea Nacional de Venezuela por el estado Miranda, iniciando su mandato en enero de 2011, convirtiéndose en la candidata con más votos en la historia de la Asamblea Nacional de Venezuela. El 21 de marzo de 2014, aceptó el cargo de «representante alterna» de Panamá ante la Organización de Estados Americanos. Tres días más tarde, el presidente de la Asamblea Nacional, Diosdado Cabello, notificó que Machado había perdido su condición de diputada, de manera automática, por una interpretación de violación a los artículos 149.º y 191.º de la Constitución. Dicha actuación fue ratificada por las autoridades judiciales venezolanas. Fue candidata presidencial en las primarias opositoras de 2012, alcanzó el tercer lugar con el 3,81 % de los votos.
Fue precandidata presidencial por Vente Venezuela en las elecciones primarias de la Plataforma Unitaria de 2023. Aunque el 30 de junio de 2023 estaba presuntamente inhabilitada políticamente por 15 años, Machado resultó ganadora de las primarias con más del 90 % de votos, convirtiéndose en la candidata de la Plataforma Unitaria en las elecciones presidenciales de 2024, así como la líder de la oposición al chavismo, siendo el mejor resultado para una mujer en una elección en la historia venezolana. Impedida de participar en enero de 2024 en la elección, apoyó primero a Corina Yoris, quien tampoco logró inscribirse, y a Edmundo González después, quien se convirtió en el candidato de la Plataforma Unitaria.
Machado se identifica con una orientación política liberal tanto en el ámbito social como económico. En lo social, ha expresado su interés en abrir debates sobre asuntos como la despenalización del aborto en casos de violación y ha mostrado apertura hacia temas como el uso medicinal de la marihuana y el reconocimiento del matrimonio entre personas del mismo sexo. En lo económico, defiende una reducción del papel del Estado en las políticas públicas y promueve el libre mercado con control del estado y el emprendimiento como los principales impulsores de la creación de riqueza y empleo. Desde el punto de vista económico, una de sus propuestas más significativas ha sido la privatización de la empresa estatal Petróleos de Venezuela (PDVSA). También aboga por devolver a sus propietarios originales las empresas que fueron expropiadas durante el gobierno chavista. Además, Machado busca la desregulación, la lucha contra la corrupción y la promoción de una amnistía general para los presos políticos en Venezuela. Su persistente crítica al chavismo y su enfoque de gobierno han hecho que gane apoyo y notoriedad en diferentes sectores de la sociedad venezolana.
Es considerada la lideresa actual de la oposición al chavismo.

## Primeros años y trayectoria
María Corina Machado, nació el 7 de octubre de 1967; en la ciudad de Caracas. Es descendiente de Francisco Rodríguez del Toro e Isturiz y de Agustín Herrera de Sarmiento y Rojas de Ayala. Machado, es la mayor de las cuatro hijas de la psicóloga, Corina Parisca Pérez (1940) y el empresario del acero, Henrique Machado Zuloaga (1930-2023); vinculado a la empresa SIVENSA, quien era sobrino tataranieto de Simón Planas, sobrino bisnieto de Martín Tovar y Tovar, sobrino nieto de Ricardo Zuloaga, primo quinto de Bernardo Herrera, Esteban Herrera Toro, Diego Ibarra, Andrés Ibarra y Simón Planas Suárez y sobrino de Armando Zuloaga Blanco, quien murió en una rebelión en 1929; contra el entonces dictador de Venezuela, Juan Vicente Gómez. Estudió primaria y secundaria en la Academia Merici, un colegio católico femenino de Caracas e hizo un internado en una escuela de Wellesley, Massachusetts, Estados Unidos.
Es licenciada como Ingeniera Industrial egresada de la Universidad Católica Andrés Bello (UCAB) con una Especialización en Finanzas del IESA. Ha sido Profesora de la Cátedra de Gerencia de Recursos Humanos en el Departamento de Ingeniería Industrial de la Universidad Católica Andrés Bello. Formó parte en 2009 del World Fellows Program, un programa de formación de líderes de la Universidad de Yale, donde fue compañera de la política colombiana Claudia López.

### Inicios de su carrera
En 1992, comienza Fundación Atenea, una fundación que sirve mediante donaciones privadas para el cuidado de niños en situación de vulnerabilidad en las calles de Caracas; también se desempeñó como presidenta de la Fundación Oportunitas. Después de trabajar en la industria del automóvil en Valencia se trasladó en 1993 a Caracas. Por su posterior papel en Súmate, Machado dejó las bases para que no fuese politizada.
La fundación de la organización civil voluntaria venezolana Súmate resultó de un encuentro apresurado entre Machado y Alejandro Plaz en un hotel en 2001, donde compartieron su preocupación por el rumbo que se estaba tomando para Venezuela.
En 2004, amparada bajo la Constitución de Venezuela, la oposición venezolana, asesorada por la organización estadista Súmate que presidía Machado, convocó a un referendo revocatorio nacional logrando recolectar más de 3 millones de firmas, de las cuales el Consejo Nacional Electoral y la Sala Electoral del Tribunal Supremo de Justicia validaron y reconocieron oficialmente 2.8 millones equivalentes a casi una cuarta parte del electorado nacional de entonces. Este proceso fue supervisado y acompañado por la OEA y el Centro Carter por invitación de las instituciones del país.

Según CBS News, Chávez etiquetó a los líderes de Súmate como «conspiradores, golpistas y lacayos del gobierno de Estados Unidos». Después del referéndum, los miembros de Súmate fueron acusados de traición y conspiración, bajo el Artículo 132 del Código Penal de Venezuela, por recibir apoyo financiero del National Endowment for Democracy (NED) para sus actividades. En 2005, Machado enfrentó cargos de conspiración derivados de una subvención de $31 000 del NED para «trabajo educativo no partidista». Ese mismo año, The New York Times la describió como «la adversaria más detestada del gobierno chavista, una joven con ingenio rápido y una entrega vertiginosa que a menudo aparece en Washington o Madrid para denunciar lo que ella llama «la erosión de la democracia bajo el presidente Hugo Chávez», y afirmó que el gobierno venezolano la considera «una miembro de una elite corrupta que está cumpliendo las órdenes de la muy despreciada administración Bush». 

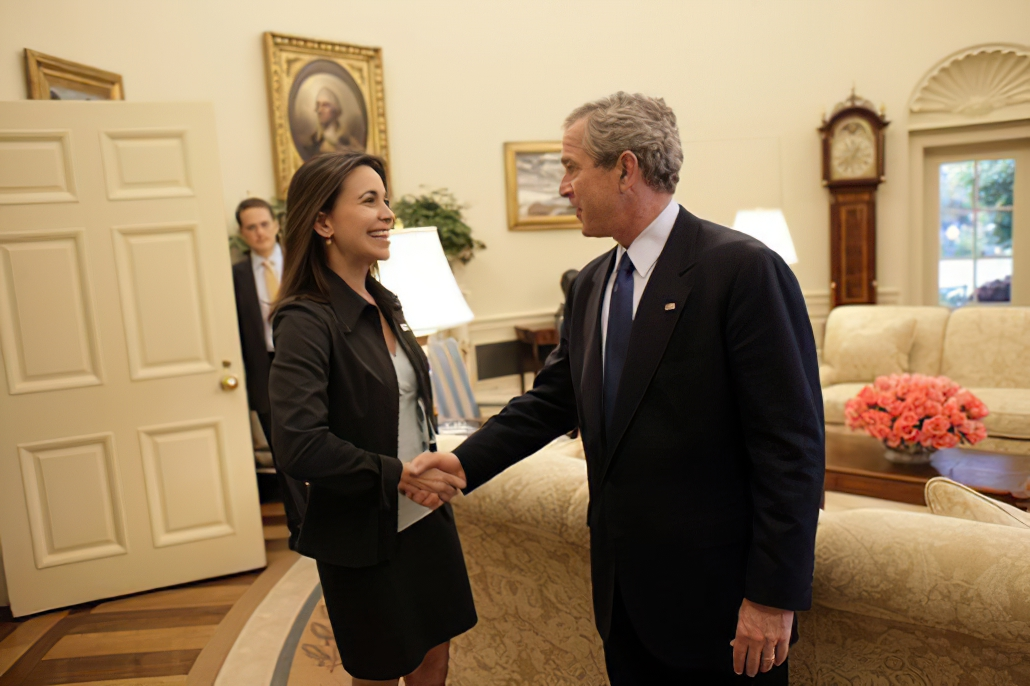
El presidente George W. Bush dándole la bienvenida al Despacho Oval de la Casa Blanca en 2005.

El entonces presidente estadounidense George W. Bush recibió a Machado en la Oficina Oval el 31 de mayo de 2005. El mismo Bush manifestó, según Machado, que «estaba muy interesado en conocer la perspectiva de la sociedad civil en cuanto a los valores democráticos y la difusión de la democracia, especialmente en Venezuela». Ante la noticia de la visita, el Gobierno de Hugo Chávez expresó su descontento.
Machado y Plaz fueron invitados a reunirse con diputados de la Asamblea Nacional en agosto de 2006 para una investigación sobre el financiamiento de Súmate, pero se les negó el acceso a la audiencia, aunque ellos afirman haber recibido dos cartas solicitando su presencia. También enfrentó cargos de traición por firmar el Decreto Carmona durante el intento de golpe de Estado en Venezuela en 2002. Machado dijo que firmó su nombre en lo que creía ser una hoja de registro durante una visita al palacio presidencial. Los cargos conllevan una pena de más de una década de prisión; el juicio fue suspendido en febrero de 2006 debido a violaciones del debido proceso por parte del juez del caso y fue pospuesto de forma indefinida.

## Carrera política

### Diputada de la Asamblea Nacional
El 11 de febrero de 2010, Machado renunció a la presidencia de la asociación civil Súmate, 7 días después se postuló como candidata a la Asamblea Nacional. En las primarias opositoras, contó con el apoyo de su plataforma independiente, de Acción Democrática, y de Un Nuevo Tiempo, derrotando al candidato de Voluntad Popular y Primero Justicia, Carlos Vecchio. Ganó un curul con 235.259 votos, el 85 %, siendo la diputada electa con mayor cantidad de votos en todo el país en las elecciones parlamentarias de Venezuela de 2010, el 26 de septiembre de 2010 por el circuito N.º 2 del Estado Miranda, que abarca los municipios Baruta, Chacao, El Hatillo y la parroquia Leoncio Martínez del municipio Sucre. 

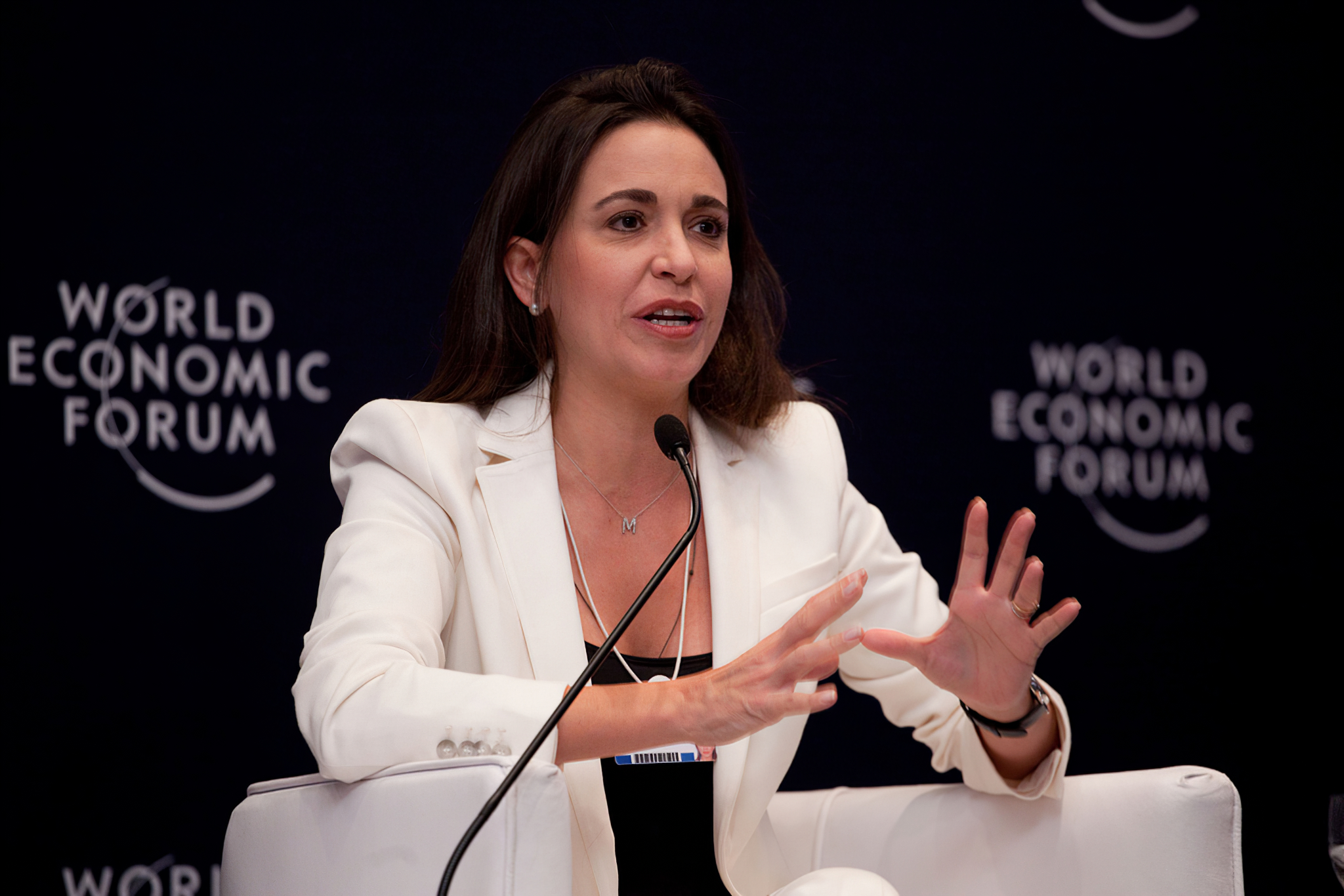
Machado en la asamblea del Foro Económico Mundial de 2011 en Río de Janeiro, Brasil.

Durante la sesión de la Asamblea Nacional del 27 de septiembre de 2011, Machado durante su intervención por el caso del territorio del Esequibo cuando "la cancillería de Guyana dice que desde el año 2009 ya se había notificado de ampliar su plataforma", pidió interpelar al canciller de la república, al ministro de la defensa, al comandante de la Armada y al comandante operacional estratégico. Ella explica que el artículo 328 de la constitución obliga a las Fuerzas Armadas a defender la soberanía y la integridad del territorio nacional.
En enero de 2012, durante la presentación de memoria y cuenta del presidente Hugo Chávez, tuvo un debate con el primer mandatario, a quien le criticó sus políticas, en especial por la escasez de leche en el país, y afirmó además "se ha dedicado a expropiar que es robar".
En marzo de 2014 fue separada de su cargo como diputada, por la supuesta violación flagrante a los artículos 149.º y 191.º de la Constitución de Venezuela, tras haber aceptado el cargo de "embajadora alterna" de Panamá ante la Organización de los Estados Americanos; su suplente, Ricardo Sánchez, de Un Nuevo Tiempo, pero quien posteriormente pasó a la bancada del Gran Polo Patriótico, asumió su curul. Machado enunció en su cuenta en Twitter que ella seguía siendo diputada "mientras el pueblo de Venezuela así lo quiera". El oficialismo ha manifestado su interés en que Machado sea juzgada por "traición a la patria".
El 31 de marzo de 2014 el Tribunal Supremo de Justicia de Venezuela ratificó lo anunciado por la Asamblea Nacional en cuanto a la pérdida de su condición de diputada. El fallo del TSJ se basa en lo previsto en los artículos 191.º y 197.º de la Constitución de la República.
El 13 de julio de 2015, la Contraloría General de la República notificó mediante resolución N.º 01-00-000398 al Sistema de Automatización de postulaciones (SAP) del CNE inhabilitar por 12 meses para ocupar un cargo público, ante una supuesta denuncia de Machado sobre la presencia de militares cubanos dentro de las Fuerzas Armadas de Venezuela, y a su vez evitar que se postule a la próxima legislatura de la Asamblea Nacional.

### Precandidatura presidencial de 2012
En 2010, durante la campaña electoral de las elecciones parlamentarias, Hugo Chávez, en un evento del Partido Socialista Unido de Venezuela, atacó verbalmente a Machado, y la retó a postularse como candidata a la presidencia contra él, citando la letra de una canción popular: "Ahh, lánzate pues, burguesita de fina estampa, para que tú veas lo que es la furia del pueblo".
El 17 de julio de 2011, Machado realizó su postulación a las elecciones primarias de la Mesa de la Unidad a la presidencia de Venezuela del 12 de febrero del año siguiente. Los Angeles Times dijo que su nombre fue mencionado como candidata potencial, y Michael Shifter declaró que ella era una futura contendiente presidencial «que puede comunicar efectivamente una visión para una Venezuela post-Chávez que pueda atraer a suficientes partidarios de Chávez». Según Financial Times, Machado fue "apoda la nueva cara de la oposición... incluso el presidente Hugo Chávez ha hablado de enfrentarla en las elecciones presidenciales de 2012".
La precandidata basó su plan de gobierno alrededor de la teoría del denominado "capitalismo popular", que se basa en el "rescate moral del individuo", a través del respeto a la propiedad privada, la disminución del aparato burocrático y la no intervención estatal en la economía. Machado obtuvo 110.420 votos, equivalentes al 3.81% de los mismos.

### Activismo político

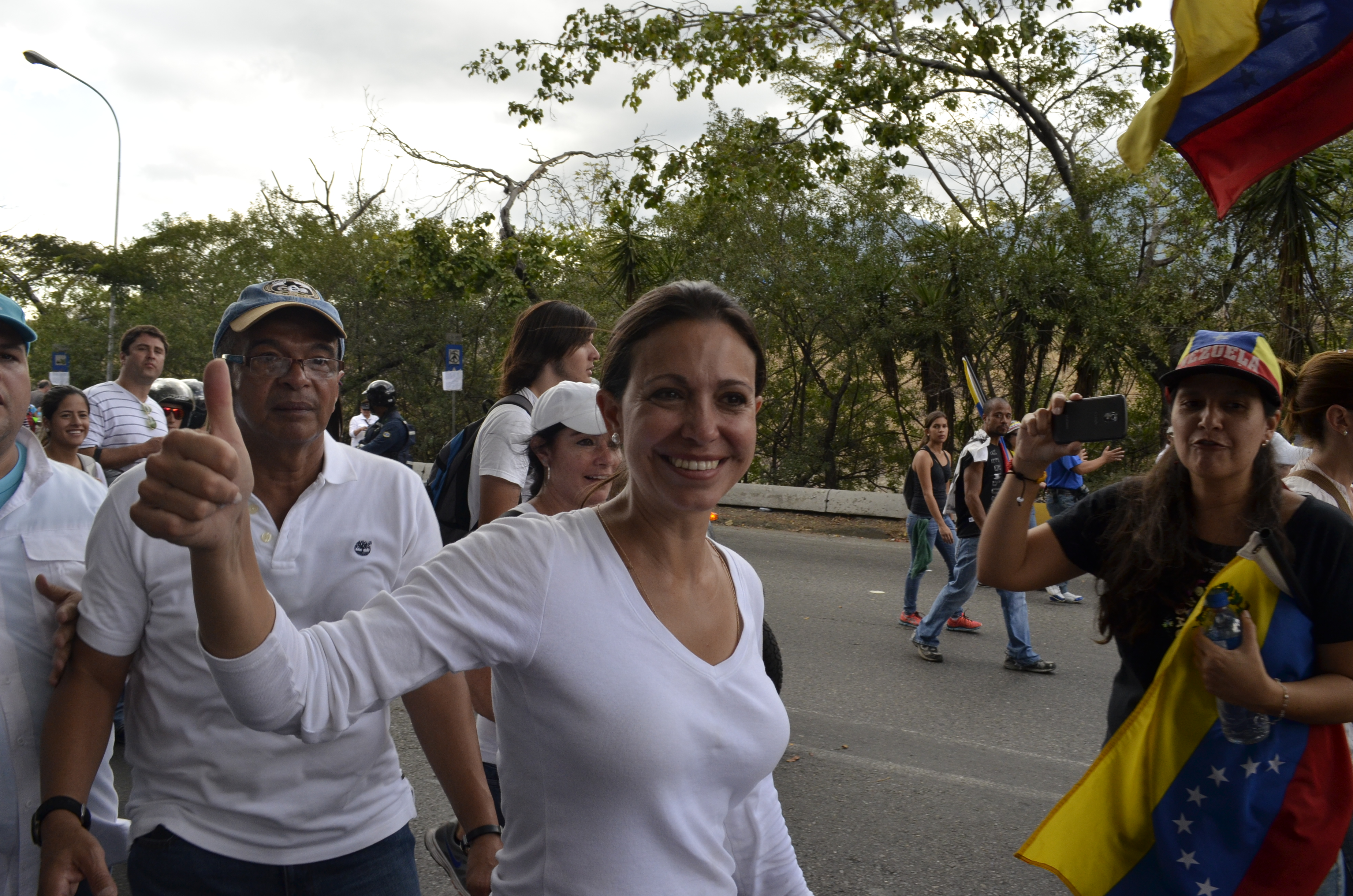
Machado en una protesta el 16 de marzo de 2014.

Entre 2014 y 2021, Machado trabajó como locutora en la emisora Radio Caracas Radio, donde condujo un programa de entrevistas y análisis político llamado Contigo: Con María Corina Machado, transmitido los martes de 1 a 2 p.m.
Machado fue una de la caras visibles de la oposición venezolana en las manifestaciones posteriores al 12 de febrero de 2014 denominadas como La Salida, tras la detención de Leopoldo López en una prisión militar y su sometimiento al código de justicia militar, siendo imputado bajo los cargos de "delitos de asociación para delinquir", "instigación a delinquir", "intimidación pública", "incendio a edificio público", "daños a la propiedad pública", "lesiones graves", "homicidio" y "terrorismo".
Machado respondió a las acusaciones judiciales formuladas contra ella diciendo, "En dictadura, mientras más débil esté el régimen, mayor será la represión". Después de su retirada el 21 de marzo, Machado, junto con los partidarios, se inició una marcha el 1 de abril hacia el centro de Caracas en protesta contra la expulsión de Machado, donde Machado intentó regresar a su asiento en la Asamblea Nacional. A los manifestantes se le impidió la salida por parte de la Guardia Nacional Bolivariana, que los dispersó con gases lacrimógenos.
Al inicio de la IV Legislatura, de mayoría opositora, Machado respaldó el ejercicio de los diputados mientras continuó su llamado a las "calles" esta vez, dignificando la figura de la mujer, "Las Resteadas", movilización por el descontento ante la suspensión de la segunda fase del referéndum revocatorio a realizar en 2016, anuladas por el Tribunal Supremo de Justicia, bajo una supuesta acusación de fraude.[cita requerida]
El 14 de mayo de 2018, Machado protagonizó un encuentro en el Puente Internacional Simón Bolívar, exactamente en la línea fronteriza entre Venezuela y Colombia. En el lado venezolano, estaba ella acompañada de varios integrantes de su equipo político y del lado colombiano estuvieron los expresidentes Álvaro Uribe Vélez y Andrés Pastrana, junto con las senadoras Paola Holguín y Marta Lucía Ramírez, en ese entonces candidata a la vicepresidencia de Colombia. Con la barrera limítrofe en medio, sostuvieron un encuentro donde discutieron sobre las libertades, la democracia y el futuro de los dos países hermandados. Asimismo, entregaron un texto que resalta la cooperación entre ambos países, criticando al gobierno de Nicolás Maduro, Machado expresó su opinión de que en Latinoamérica no debería haber «lugar para tiranías socialistas». Posteriormente, el 5 de julio, se reunió en el mismo lugar con Iván Duque, entonces candidato a la presidencia de Colombia.
El 23 de julio de 2018, durante una protesta de médicos en Caracas, algunos manifestantes expresaron su rechazo a la presencia de María Corina, indicando su deseo de no politizar la manifestación. El acto, sin embargo, fue divulgado por medios afines al oficialismo, indicando que aquello era un supuesto acto de rechazo de la población hacia Machado. La presidencia del Colegio de Enfermeras de Caracas, manifestó el desacuerdo de la organización en la llegada de Machado. Fue una de las firmantes de la Carta de Madrid.

### Precandidatura presidencial de 2023

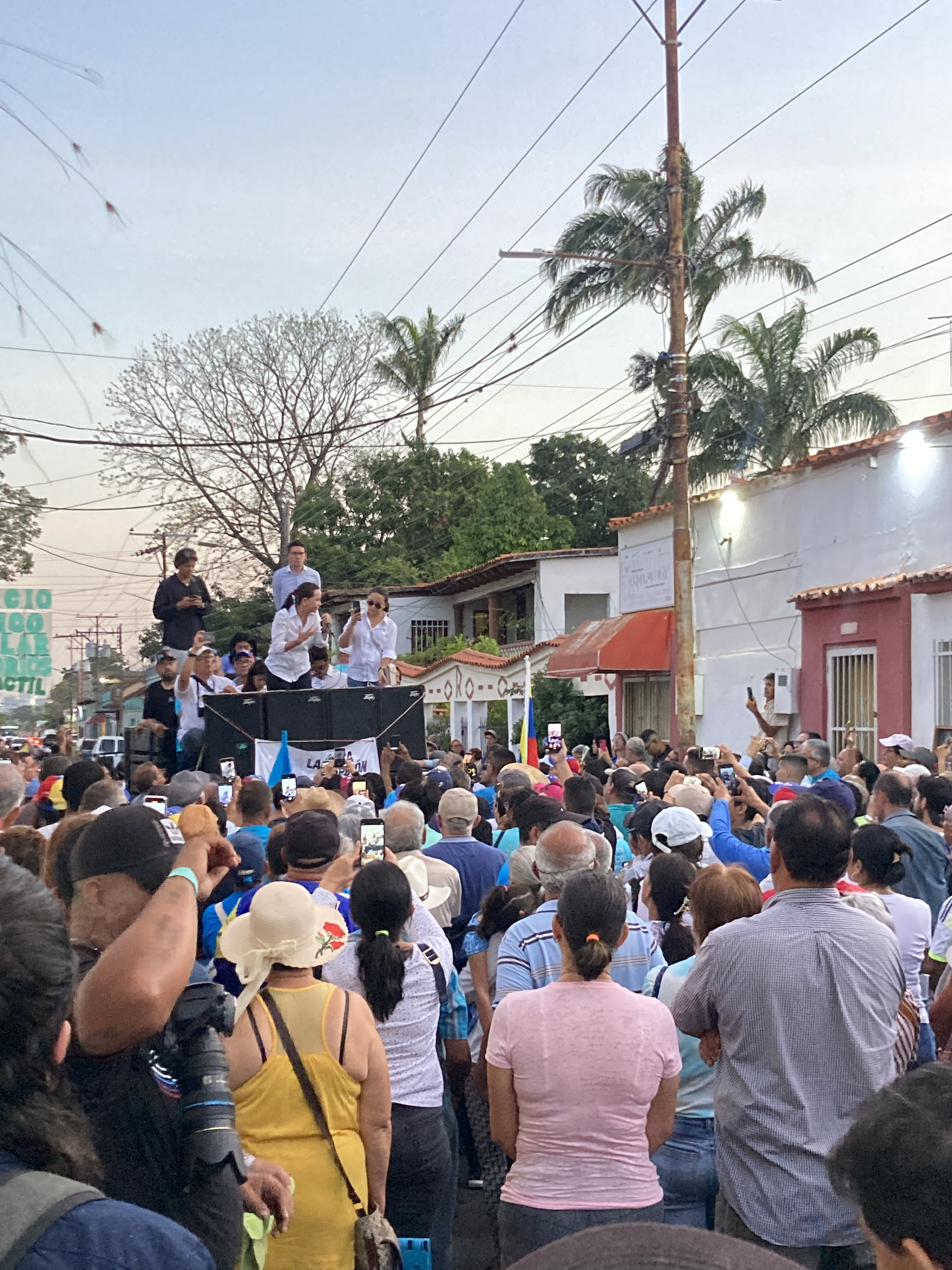
Mitin de María Corina Machado en San Diego, Carabobo.

El 14 de agosto de 2022 Machado confirmó su participación en la elecciones primarias de la Plataforma Unitaria de 2023. Durante las primarias, Machado se posicionó en contra de la asistencia técnica del Consejo Nacional Electoral en la elección alegando que «estamos enfrentando un sistema criminal», pues afirma que el CNE forma parte de ese sistema. De igual forma, defendió que se regrese al voto manual, en detrimento del sistema de votación automatizada.
El 15 de marzo de 2023, inició oficialmente su gira de campaña por el país, en el Estado Mérida. Durante sus actos, mantuvo de igual forma una línea crítica a la dirigencia opositora tradicional, principalmente el denominado "G4" —los partidos Acción Democrática, Primero Justicia, Un Nuevo Tiempo y Voluntad Popular—, y afirmó que las primarias también son un instrumento para elegir un nuevo liderazgo en la oposición.
Machado lideró todos los sondeos en el proceso de primarias. Machado durante su campaña recibió apoyos de diversas fuerzas políticas, como Alianza Bravo Pueblo, Convergencia y otros partidos regionales, y en las fechas cercanas a la primaria, el 13 de octubre, Freddy Superlano, precandidato presidencial de Voluntad Popular, se retira de la contienda opositora y anuncia su apoyo a Machado, siendo el apoyo más significativo de un partido opositor tradicional a otro candidato luego del apoyo de Un Nuevo Tiempo a Henrique Capriles.
Machado propuso el 11 de octubre su plan de gobierno, denominado Venezuela Tierra de Gracia, que abarca puntos esenciales como educación, seguridad, salarios, uso de energías renovables, defensa y reforma política, entre otros.
El 23 de octubre María Corina Machado fue electa como representante de la oposición durante las elecciones primarias de la Plataforma Unitaria. El segundo boletín, con un 64 % de actas escrutadas, arroja 1 473 105 votos para María Corina Machado  le dio el 92,56 % del electorado opositor. La Comisión Nacional de Primarias emite su tercer y último Boletín con el 92,65 % del total de votantes donde cofirman que María Corina Machado logra 2 253 825 de votos. El 26 de octubre de 2023, la Comisión Nacional de Primarias proclamó a María Corina como candidata presidencial unitaria de la oposición.
El 27 de octubre, la Fiscalía cita a los integrantes a comparecer ante la sede del Tribunal Supremo de Justicia, por presuntas irregularidades en las primarias opositoras, ante la denuncia interpuesta por José Brito. El 30 de octubre de 2023 el TSJ anuncia que «suspende los efectos» de las primarias opositoras para opacar la elección de Machado. La decisión no fue publicada el texto íntegro de dichos fallos, ello no implicó la anulación de las primarias ya realizadas.

### Elecciones presidenciales de 2024
A pesar de la imposibilidad de inscribirse como candidata presidencial, desde su victoria en octubre de 2023 por la Plataforma Unitaria, Machado indicó que haría lo posible para que se le permitiese su inscripción. No obstante, con la llegada de la fecha límite de inscripciones fijada en el cronograma electoral del Consejo Nacional Electoral, Machado decide el 22 de marzo de 2024 apoyar a la académica Corina Yoris como su sustituta en las elecciones presidenciales. Sin embargo, el órgano electoral no permitió la inscripción de Yoris.
Por esta razón, el 19 de abril decide darle su respaldo al diplomático Edmundo González de la Mesa de la Unidad Democrática, a quien logra inscribir durante la prórroga que da el CNE por la Plataforma Unitaria pero con el objetivo «cuidar» la tarjeta de la MUD.
Incluso aunque Machado no es la candidata presidencial, se ha mantenido como la líder de la oposición al madurismo durante el proceso electoral. El apoyo mayoritario que recibe el candidato Edmundo González desconocido hasta antes de su inscripción, en diversas encuestas se debe al impulso que le ha dado el apoyo de Machado.
Al respecto del papel que jugará Machado en un hipotético gobierno de González Urrutia, The Telegraph comenta «Si la oposición gana, se espera ampliamente que Machado sea la líder de facto de un gobierno dirigido formalmente por González». El diario también comparó el masivo movimiento popular en torno a Machado, con el ascenso de Hugo Chávez a la presidencia, en cuanto al «fervor» que genera en la ciudadanía, ambos en un contexto de coyuntura política y decadencia del sistema.
El 4 de julio, González y Machado iniciaron oficialmente la campaña electoral junto a otros dirigentes de la oposición. El evento, que tenía planificado ser una caravana desde Chacaíto a El Marqués, se convirtió en una marcha con la asistencia de decenas de miles de personas. El 7 de julio, Machado y González protagonizaron un multitudinario acto en la ciudad de Barinas.
El 13 de julio, luego de impedírsele el tránsito de parte de órganos policiales por la autopista regional del centro, logró llegar a la ciudad de Valencia junto al candidato González para encabezar una concentración en el marco de la campaña electoral. The New York Times refiriéndose a Machado la calificó de «enérgica ex legisladora cuyo mensaje central es la promesa de traer a los venezolanos de regreso a casa restaurando la democracia y haciendo que la economía vuelva a funcionar». Pasando los obstáculos impuestos por el gobierno María Corina Machado recorre el país llevando la voz de Edmundo González desde el Táchira al Zulia, hasta Ciudad Bolívar y Nueva Esparta, donde a su paso cierran hoteles, restaurantes, bodegas, decomisan motos, camiones, lanchas y bloquean carreteras consideradas como irregularidades durante la campaña.

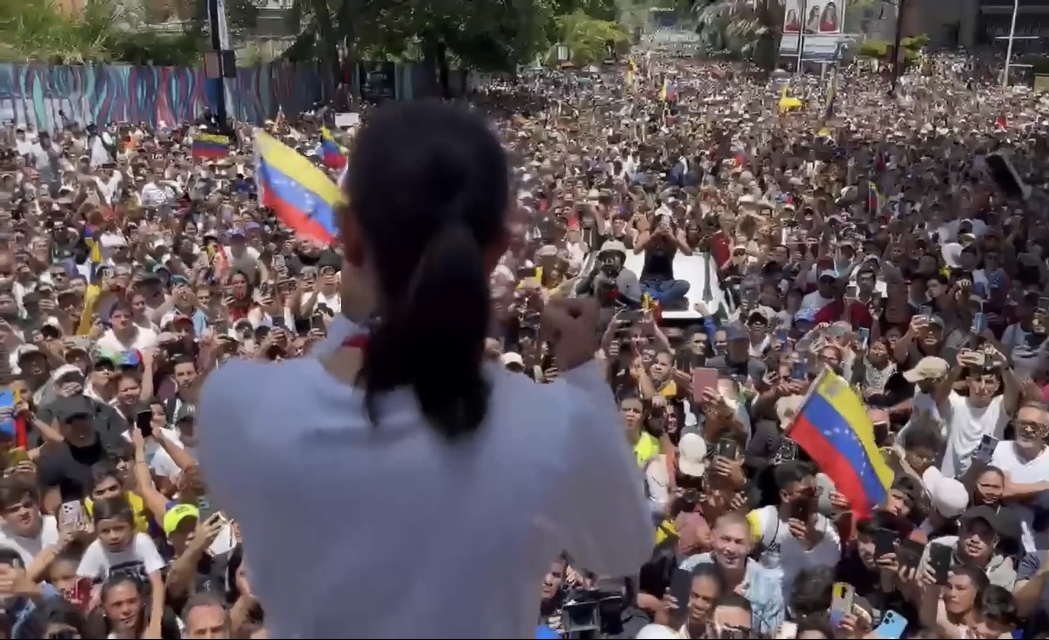
María Corina Machado en las protestas contra el supuesto fraude electoral en las elecciones presidenciales en julio de 2024.

El 25 de julio la Plataforma Unitaria realiza su cierre de campaña en Baruta en Las Mercedes a las 4 p. m., el candidato Edmundo González acompañado de María Corina Machado para su clausura junto a Delsa Solórzano, César Pérez Vivas, Juan Pablo Guanipa, Andrés Velásquez y otros líderes.
El 9 de diciembre de 2024 Edmundo González confirmó en una entrevista concedida por el medio español El País que Maria Corina Machado será su vicepresidenta del Gobierno.

### Secuestro y liberación
El 9 de enero de 2025, Machado sufrió un secuestro por parte de las fuerzas del gobierno de Nicolás Maduro. El arresto se produjo después de una manifestación Chacao, Caracas, donde Machado había reaparecido públicamente después de tres meses escondida. Según los informes, las tropas gubernamentales interceptaron violentamente su vehículo y dispararon contra las motocicletas que la transportaban.
Horas después, Machado fue liberada y, en un video, detalló que durante su detención fue forzada a grabar varios mensajes como prueba de vida. A pesar de sufrir dolores y contusiones, reafirmó su compromiso con la lucha política y celebró la participación de cientos de miles de venezolanos en las protestas. El gobierno venezolano, a través del ministro de Relaciones Interiores, Diosdado Cabello, negó la detención de Machado, calificando las acusaciones de falsas. Human Rights Watch reconstruyó los hechos mediante fotos y videos tomadas el mismo día y confirmó que María Corina efectivamente había sido detenida.

## Causas legales en su contra

### Causa por conspiración contra la patria en 2014
El 28 de mayo de 2014, un alto cargo del gobierno venezolano, Jorge Rodríguez, presentó evidencias de una supuesta conspiración llevada a cabo por políticos de la oposición, incluyendo María Corina Machado, con el fin de derrocar al gobierno venezolano. Las pruebas presentadas fueron supuestos correos electrónicos desde cuentas de Google enviados por María Corina y Pedro Mario Burelli. Burelli afirmó que dichos correos fueron falsificados por el SEBIN, mostrando los que él afirmaba que eran los verdaderos correos.
El 4 de junio, la fiscal general de Venezuela, Luisa Ortega Díaz, ordenó comparecer a María Corina Machado junto con Diego Arria, Pedro Burelli y Ricardo Koesling; una semana después, el 11 de junio, se emitieron órdenes de arresto. Semanas después, Burelli contrató a Kivu, una agencia de ciberseguridad americana. Dicha agencia afirmó tras estudiar los correos electrónicos que «no se encontró evidencia de la existencia de ningún email entre la cuenta de Google de Pedro Burelli y los supuestos destinatarios», que alegó que los correos presentados por el gobierno venezolano tenían «varios indicadores de manipulación de usuario» y que «oficiales venezolanos usaron emails falsos para acusar a opositores de intentar asesinar al presidente Nicolás Maduro».
Sin embargo, meses más tarde, la fiscalía venezolana decidió continuar con el caso el 26 de noviembre de 2014 afirmando que Machado tenía que ser formalmente imputada el 3 de diciembre. Machado y otros alegaron que las acusaciones eran falsas y afirmaron ser utilizados por el gobierno como distracción de los problemas económicos y las encuestas que mostraban la aprobación del presidente Maduro rondando el 30 %.

### Primera inhabilitación
El 20 de marzo de 2014, durante una Sesión Ordinaria de la Organización de los Estados Americanos (OEA), denunció dicha situación. En esa ocasión, Machado fue invitada por el embajador Guillermo Cochez y aceptó una acreditación alterna de la delegación de la República de Panamá, actuando como invitada y no como funcionaria de ese país. La intervención de Machado fue obstaculizada por la negativa de los países del grupo ALBA y de la Comunidad del Caribe (CARICOM), quienes, con 14 votos, apoyaron al gobierno de Maduro y se negaron a escucharla sobre la crisis en Venezuela. Machado expuso casos específicos de asesinatos, torturas, persecuciones y censura contra ciudadanos, señalando violaciones a los Derechos Humanos durante las manifestaciones de ese año, las cuales resultaron en más de 1.700 detenciones, más de 500 heridos, 34 asesinatos, 59 denuncias de tortura, 200 detenciones de periodistas y agresiones a comunicadores sociales extranjeros.
El 13 de julio de 2015, María Corina Machado recibió el oficio 08-02 521 de la Contraloría General de la República que la sancionaba por un periodo de doce meses e inhabilitaba para ocupar cargos públicos debido a una sanción de carácter administrativo relacionada con inconsistencias en su declaración jurada de patrimonio de 2014, específicamente en cuanto a prestaciones y bonificaciones, luego de ser destituida como diputada en marzo de 2014. No obstante, ella no cobró dichas bonificaciones (cesta ticket). Esta resolución no fue publicada en la Gaceta Oficial de Venezuela.

### Segunda inhabilitación
El 30 de junio de 2023, el diputado José Brito, involucrado en la Operación Alacrán, informó que la Contraloría General de la República le había comunicado por escrito que Machado se encontraba inhabilitada para ejercer cargos públicos por 15 años, vinculándola con supuestos delitos del político opositor Juan Guaidó, así como de apoyar las sanciones internacionales contra el país. El abogado Román Duque Corredor pidió a la Contraloría General de la República declarar nula la inhabilitación de María Corina Machado a través de una carta dirigida al contralor, Elvis Amoroso, con fecha del 2 de julio. También el abogado Otoniel Pautt Andrade, presentó un escrito el 10 de julio de 2023 de manera personal e interpuso una demanda de derechos colectivos en contra de la inhabilitación a Machado, con el objeto de suspender los efectos de la actuación administrativa contenida, y cuya sentencia fue publicada el 14 de agosto ubicada en la ficha Nro. 1243, la cual fue reconducida y desestimada su admisión.
Machado reaccionó a las informaciones de que sobre ella pesa una nueva inhabilitación, refiriéndose a ella como «basura» la inhabilitación, y dijo que sus objetivos iban más allá de lo electoral. Sobre todo porque no había sido notificada y no había ejercido su derecho a la defensa por lo que le restó importancia. Confirmó que seguiría adelante en el proceso de primarias.
Diversos líderes políticos extranjeros han condenado la inhabilitación de Machado, como Luis Lacalle Pou, presidente de Uruguay, Mario Abdo Benítez, presidente de Paraguay y Gustavo Petro, presidente de Colombia, quien en el pasado fue también inhabilitado por una instancia administrativa, y la CIDH le restableció sus derechos políticos constitucionales. Antony Blinken, secretario de Estado de los Estados Unidos, se refirió a la inhabilitación de Machado como «profundamente desafortunada» la inhabilitación de Machado. El Alto representante de la Unión Europea para Asuntos Exteriores y Política de Seguridad, Josep Borrell, indicó que la inhabilitación «socava la democracia». El Parlamento Europeo condenó la inhabilitación y la Comisión Interamericana de Derechos Humanos rechazó las inhabilitaciones en contextos preelectorales por motivos políticos. El secretario general de la OEA, Luis Almagro, la describió como un ataque a la democracia y al Estado de derecho en Venezuela.
El 17 de octubre de 2023, el gobierno de Maduro y la Plataforma Unitaria dado los conflictos existentes a la crisis presidencial y la falta de legalidad de la presidencia de Maduro firman en Bridgetown (Barbados) dos acuerdos provisionales sobre «la promoción de derechos políticos y garantías electorales para todos» y «la protección de los intereses vitales de la Nación».

#### Ratificación por parte del TSJ sin respaldo
En enero de 2024, el Tribunal Supremo de Justicia de Venezuela emitió la sentencia N.º 00005, relacionada con una demanda de María Corina Machado contra la Contraloría General de la República. Machado y su abogado, Perkins Rocha Contreras, argumentaron contra las presuntas actuaciones materiales de la Contraloría, presentando una acción de amparo cautelar. La Sala se declaró competente y admitió la demanda, pero rechazó la solicitud de amparo cautelar, destacando la autoridad del Contralor General para imponer sanciones de inhabilitación según el artículo 105 de la Ley Orgánica de la Contraloría General de la República.
La sentencia justificó la inhabilitación de Machado por quince años, citando su supuesta participación en actividades perjudiciales para el Estado, como la promoción de «sanciones internacionales» y el apoyo a medidas de «bloqueo económico». También mencionó su supuesta asociación con acciones de Juan Guaidó y su implicación en la pérdida de activos venezolanos en el extranjero, como Citgo.

## Posiciones políticas
Machado se define a sí misma como liberal y defensora del libre mercado. A pesar de ser descrita como conservadora por algunos medios de comunicación, se ha pronunciado a favor del matrimonio igualitario y la marihuana medicinal. Machado apoyó en el pasado las sanciones internacionales durante la crisis venezolana y ha abogado por la intervención extranjera en Venezuela, creyendo que Nicolás Maduro no podía ser removido de manera democrática. En 2023, cambió de postura, participando como candidata en las primarias presidenciales de la oposición y pidiendo a los venezolanos que participaran «de manera abrumadora» en las elecciones.
Entre sus propuestas destaca, en el caso del aborto, el apoyo a su despenalización para casos de violación, y ha dicho que no impondrá sus creencias religiosas católicas a la sociedad y también ha apoyado la eutanasia en ciertos casos. En 2023 propuso la privatización de Petróleos de Venezuela (PDVSA), siendo la primera política destacada en promover su privatización, y ha sumado también a su propuesta de privatización a las empresas básicas de la Corporación Venezolana de Guayana, Corporación Eléctrica Nacional, CANTV y los hoteles en manos del estado.
Machado calificó la victoria del libertario Javier Milei en las elecciones presidenciales de Argentina de 2023 como un triunfo de la lucha por el «cambio» y la «libertad» en Latinoamérica y dijo que los proyectos políticos de ambos compartían sintonía en «el rol fundamental de la libertad» profesado por Milei.

## Imagen pública
El País describió el movimiento de Machado como «oposición a todo», «radical» y refiriéndose a ella como la «Margaret Thatcher venezolana», e indicó que había pasado de tener el apoyo en las clases altas y medias del país para pasar a encabezar actos multitudinarios «en los bastiones chavistas y lejos de Caracas».

## Agresiones físicas y censura
Un foro en el que participaba el 27 de junio de 2011 en la Universidad Central de Venezuela terminó de forma abrupta cuando un grupo de personas lanzó gases lacrimógenos y explosivos caseros.
En la sesión del 30  de abril de 2013 de la Asamblea Nacional, los diputados de la bancada opositora, levantaron una pancarta que decía: «Golpe al parlamento». Habían retirado de sus curules los micrófonos por órdenes del presidente de la asamblea. El presidente de la Asamblea, Diosdado Cabello; les negó el derecho de palabra en la sesión anterior porque no reconocían a Nicolás Maduro como presidente debido a la negativa de Tibisay Lucena presidenta del CNE de realizar una auditoría a los cuadernos de votación. En ese instante, diputados agredieron a varios de los presentes, resultando heridos María Corina Machado, Julio Borges, y otros 11 diputados. Pese al ataque, María Corina Machado ratificó que no abandonaría el parlamento. En mayo de 2017 el gobierno a través del Instituto Nacional de Aeronáutica Civil (INAC) impone la prohibición de la venta de pasajes aéreos en las aerolíneas nacionales.
El 24 de octubre de 2018, durante un evento llevado a cabo por el equipo de Vente, en Upata, Estado Bolívar, un grupo de afectos al gobierno de Nicolás Maduro, arremetió contra Machado y sus acompañantes, esto supuestamente organizado por la alcaldesa del Municipio Piar, Yulisbeth García. El grupo oficialista estaba armado con piedras y palos, logrando llevarse varios de los equipos de sonido y las pertenencias de varios de los asistentes.
El 23 de marzo  de 2023 le fue impedido el uso de los salones del hotel Príncipe en Barquisimeto para reunirse con su militancia política habiendo iniciado su campaña hacia las primarias en Mérida, se conoció que funcionarios del Ministerio de Salud entraron al lugar para prohibir cualquier acto. En junio de 2023 durante su campaña a las primarias 2023 en Tinaquillo, estado Cojedes, un grupo oficialista intentó agredirla. En 2024 pintas atribuidas al Tren del Llano amenazaron de muerte a la líder opositora.

## Vida personal
Machado se casó con el empresario Ricardo Sosa Branger en 1990, quien es primo hermano de Mariela Pérez Branger de Vicini (Miss Venezuela 1967) y bisnieto del industrialista francés Ernest Louis Branger, quien llegó a ser el mayor empleador en Venezuela a inicios del siglo XX. El matrimonio con Ricardo Sosa Branger, que finalizó en 2001, tuvo como fruto tres hijos: Ana Corina, Ricardo y Henrique. Por razones de seguridad y la situación política en Venezuela, actualmente residen fuera del país.

### Familia
El escritor y funcionario del gobierno venezolano Eduardo Blanco Planas, quien en su juventud sirvió como edecán del general José Antonio Páez durante la década de los años 60 del siglo XIX; uno de sus hermanos fue el padre del escritor y periodista Rufino Blanco Fombona.[cita requerida]

## Reconocimientos
Machado fue aclamada por National Review en 2006 como «la mejor de las mujeres y de los tiempos difíciles que enfrentan muchas mujeres en todo el mundo» en una lista de las mujeres que el mundo debe saber para el Día Internacional de la Mujer.
En 2009, Machado fue elegida entre 900 candidatos como uno de 15 aceptadas del Yale World Fellows Program. El programa de la Universidad de Yale apunta construir una red global de líderes emergentes y ampliar el entendimiento internacional en todo el mundo. «Cada una de las 15 han demostrado una destacada trayectoria de logro y un potencial ilimitado para el éxito futuro», dijo el director del Programa, Michael Cappello. En el comunicado de prensa del Programa Mundial de Yale Fellows comenta que «Machado se dedica a la defensa de las instituciones democráticas y las libertades civiles a través de Súmate, organismo de control principal de la nación para la transparencia electoral.»
El 19 de noviembre de 2018, figuró en una lista de la British Broadcasting Corporation (BBC) como una de las 100 mujeres más influyentes de 2018, junto a Valentina Quintero.
El 12 de septiembre de 2024, Machado recibe del Instituto Bruno Leoni el premio Bruno Leoni por «el increíble coraje, la extraordinaria lucidez, la inagotable pasión que ha puesto, a lo largo de los años, al servicio de la causa de la libertad». El 30 de septiembre de ese mismo año le fue otorgado el premio Václav Havel de Derechos Humanos del Consejo de Europa por ser "defensora" de la democracia, siendo esta la primera vez en la historia del premio que es otorgado a una persona de América Latina.
El 24 de octubre, la presidenta del Parlamento Europeo, Roberta Metsola, anunció oficialmente que los ganadores del Premio Sárajov a la Libertad de Conciencia de 2024 serían Edmundo González y María Corina Machado. Ambos fueron reconocidos por «su valiente lucha para restaurar la libertad y la democracia en Venezuela», siendo la ceremonia de entrega del galardón el 18 de diciembre. El 17 de diciembre el Parlamento Europeo entregó el premio Sájarov a los líderes opositores venezolanos María Corina Machado que en su ausencia intervino por video y fue recibida por su hija.
El 6 de marzo de 2025 María Corina Machado, recibió el Premio Clara Campoamor del Ayuntamiento de Madrid por «encabezar en Venezuela una enérgica defensa de los derechos humanos y la libertad frente a la dictadura».

## Historial electoral

### Parlamentarias de 2010
- Elecciones parlamentarias de 2010, para diputada por el circuito 2 del Estado Miranda.[193]

|  | 41.93 % |

|  | 41.76 % |

|  | 7.76 % |

|  | 7.72 % |

|  | 0.78 % |

|  | 1.62 % |

|  | 68.61 % |

### Primarias presidenciales de 2012
- Elecciones primarias de la Mesa de la Unidad Democrática de 2012, para la candidatura presidencial de la coalición.[53]

|  | 64.2 % |

|  | 36.91 % |

|  | 3.7 % |

|  | 1.8 % |

|  | 16.79 % |

### Primarias presidenciales de 2023
- Elecciones primarias de la Plataforma Unitaria de 2023, para la candidatura presidencial de la coalición.

|  | 92.35 % |

|  | 4.61 % |

|  | 0.63 % |

|  | 1.46 % |

|  | 0.95 % |

|  | 100.00 % |